# 880
880 (DCCCLXXX) je bilo prestopno leto, ki se je po julijanskem koledarju začelo na petek.

## Dogodki
- 1. januar

## Rojstva
- Lambert II. Spoletski, vojvoda Spoleta in cesar Svetega rimskega cesarstva († 898)

## Smrti
- 22. marec - Karlman Bavarski, kralj Bavarske in Italije (* okoli 830)